# (2949) Kaverznev
(2949) Kaverznev (1970 PR; 1953 FY; 1957 SB; 1976 GS7; 1976 KM1; 1979 FU1; 1980 TQ10; 1982 BV3; 1982 DN4; 1983 RN2) ist ein ungefähr sieben Kilometer großer Asteroid des inneren Hauptgürtels, der am 9. August 1970 am Krim-Observatorium (Zweigstelle Nautschnyj) auf der Halbinsel Krim (IAU-Code 095) entdeckt wurde.

## Benennung
(2949) Kaverznev wurde nach dem sowjetischen Journalisten und Dokumentarfilmer Alexander Alexandrowitsch Kawersnew (1932–1983) benannt.